# Prinsesse Michael af Kent
Hendes kongelige højhed Prinsesse Michael af Kent, født som baronesse Marie Christine Anna Agnes Hedwig Ida von Reibnitz (født 15. januar 1945 i Karlsbad, dengang Sudeterlandet, nu Tjekkiet). 
Prinsesse Michael er indretningsarkitekt og forfatter.

## Den britiske kongefamilie
Prinsesse Michael af Kent er gift med Prins Michael af Kent. Han er fætter til dronning Elizabeth 2. af Storbritannien. Hans mor prinsesse Marina af Grækenland og Danmark var kusine til den britiske prinsgemal Prins Philip, hertug af Edinburgh, der er født som ’’prins af Grækenland og Danmark’’.  Prins Michael er sønnesøn af dronning Mary og kong Georg 5. af Storbritannien.

## Østrig-ungarsk og bøhmisk mor
Baronesse Marie Christine von Reibnitz er datter af grevinde Maria Anna Szapáry von Muraszombath (1911–1998) og datterdatter af grev Frigyes Szapáry (1869–1935), der var Østrig-Ungarns ambassadør i Sankt Petersborg, da 1. verdenskrig brød ud i 1914. 
Baronesse Marie Christines mormor var prinsesse Hedwig (Maria Heduvige) af Windisch-Graetz (1878–1918). Hun var datter af fyrst Alfred 3. af Windisch-Grätz (1851–1927). Fyrsten var ministerpræsident for Østrig i 1893–1895. Fyrst Alfred blev formand for det østrigske overhus i 1897, og han beholdt posten, indtil overhuset blev afskaffet den 12. november 1918. Fyrst Alfred var også medlem af Bøhmens landdag. 
Siden 2. verdenskrig er der kun to personer med en fyrstelig bedstemor, der er blevet gift med kongelige briter. Det er prins Philip i 1947 og baronesse Marie Christine i 1978.

## Tysk far
Baronesse Marie Christines far var den tysk-schlesisk fødte baron Günther Hubertus von Reibnitz (1894–1983). 
Under 2. verdenskrig var Günther von Reibnitz officer i SS. Efter krigen udvandrede han til Mozambique, mens resten af familien udvandrede til Australien. En søn (baron Friedrich (Fred) von Reibnitz) blev boende i Australien.

## Første ægteskab
I 1971 blev baronesse Marie Christine gift med Thomas Troubridge. Han var en yngre bror til Sir Peter Troubridge (1927–1988), der var den 6. baronet Troubridge af Plymouth. Der var mange søofficerer i slægten Troubridge. Thomas Troubridges far og farfar har været admiraler i Royal Navy.
Marie Christine og Thomas Troubridge blev separerede i 1973 og skilte i 1977. Den katolske kirke annullerede ægteskabet i maj 1978. 

## Andet ægteskab
Kun en måned efter annulleringen af sit første ægteskab giftede baronesse Marie Christine sig med Prins Michael af Kent (søn af prinsesse Marina af Grækenland og Danmark og  prins George, hertug af Kent). 
Det borgerlige ægteskab blev indgået i Wien den 30. juni 1978. Efter tilladelse fra paven indgik parret et kirkeligt ægteskab i London den 29. juni 1983. 
Prins Michael er den første britiske prins siden 1701, der har gift sig med en katolik.  Prins Michaels arveret til tronen er suspenderet, men han har stadig (en teoretisk) mulighed for at blive hertug af Kent.
Prins og prinsesse Michaels børn er medlemmer af Den engelske kirke, og de har (en teoretisk) mulighed til at arve den britiske trone. 

## Efterkommere
Prins og prinsesse Michaels børn er ikke prinser og prinsesser. Som oldesøn af en regerende konge så kan sønnen bruge titlen ’’Lord’’, mens datteren tilsvarende kan kalde sig ’’Lady’’. 
Parrets børnebørn kan kun bruge borgerlige titler som fx miss (frøken) eller mister (hr.).

### Børn
Prins og prinsesse Michael har en søn og en datter. 
- Lord Frederick Windsor (født 6. april 1979) (kendt som Freddie Windsor), gift med The Lady Frederick Windsor (skuespillerinden Sophie Winkleman, født 1980).
- Lady Gabriella Windsor (født 23. april 1981), er en skribent, der skriver under navnet Ella Windsor.

### Barnebarn
Den 15. august 2013 fik prinsesse Michael sit første barnebarn. Det er frøken Maud Elizabeth Daphne Marina Windsor (miss Maud Windsor), der er datter af lord og lady Frederick Windsor. 
Frøken Maud Windsor er født i Los Angeles. Ved fødslen havde hun nummer 42 i arvefølgen til den britiske trone.

## Titler
Baronesse Marie Christine er kendt under høflighedstitlen Hendes kongelige højhed Prinsesse Michael af Kent (længere titel: Hendes kongelige højhed Prinsesse Michael af Kent, Baronesse Marie Christine Anne Agnes Hedwig Ida). Da hendes forældre ikke var fyrstelige, må hun ikke kalde sig prinsesse Marie Christine.
- 15. januar 1945–14. september 1971: Baronesse Marie Christine von Reibnitz.
- 14. september 1971–30. juni 1978: Baronesse Marie Christine von Reibnitz, fru Thomas Troubridge.
- 30. juni 1978 – nu: Hendes kongelige højhed Prinsesse Michael af Kent.